# NGC 5947
NGC 5947 é uma galáxia espiral barrada (SBbc) localizada na direcção da constelação de Boötes. Possui uma declinação de +42° 43' 03" e uma ascensão recta de 15 horas, 30 minutos e 36,6 segundos.
A galáxia NGC 5947 foi descoberta em 18 de Junho de 1884 por Édouard Jean-Marie Stephan.